# Eugene Nida
Eugene Nida (Oklahoma City, 11 novembre 1914 - Madrid, 25 août 2011) est un linguiste et traducteur américain.
Il est l'auteur de la théorie de l'équivalence dynamique en traduction de la Bible.

## Œuvres
- Linguistic Interludes - (Glendale, CA: Summer Institute of Linguistics, 1944 (Revised 1947)
- The Bible Translator - (Journal founded and edited by Dr Nida (retired), 1949- )
- Morphology: The Descriptive Analysis of Words - (Univ. of Michigan Press, 1949)
- Message and Mission - (Harper, 1960)
- Customs, Culture and Christianity - (Tyndale Press, 1963)
- Toward a Science of Translating - (Brill, 1964)
- Religion Across Cultures - (Harper, 1968)
- The Theory and Practice of Translation - (Brill, 1969, with C.R. Taber)
- Language Structure and Translation: Essays - (Stanford University Press, 1975)
- From One Language to Another - (Nelson, 1986, with Jan de Waard)
- The Greek-English Lexicon of the New Testament Based on Semantic Domains - (UBS, 1988, with Louw)
- Contexts in Translating - (John Benjamins Publishing Company, Amterdam, 2002)
- Fascinated by Languages - (John Benjamins Publishing Company, Amsterdam, 2003)